# Norðurþing
Norðurþing és un municipi d'Islàndia, a la regió de Norðurland eystra. Té una extensió de 3.728 km² i una població de 3.114 habitants a primer de gener de 2025.
El municipi va ser creat el juny de 2006 mitjançant la fusió dels antics municipis de Húsavíkurbær, Kelduneshreppur, Öxarfjarðarhreppur i Raufarhafnarhreppur.
Les principals poblacions del municipi són Húsavík, Kópasker i Raufarhöfn.

## Ciutats agermanades
Norðurþing manté una relació d'agermanament amb les següents ciutats:
- Aalborg (Dinamarca)
- Eastport (Estats Units d'Amèrica)
- Fredrikstad (Noruega)
- Fuglafjørður (Illes Fèroe, Dinamarca)
- Karlskoga (Suècia)
- Qeqertarsuaq (Groenlàndia, Dinamarca)
- Riihimäki (Finlàndia)